# Biagio Verri
Biagio Verri (Barni, 2 ottobre 1819 – Torino, 26 ottobre 1884) è stato un religioso e attivista italiano.
Sacerdote attivo a Milano presso la basilica di San Simpliciano e il suo oratorio, ispirato da Don Niccolò Giovanni Battista Olivieri fu il fondatore dell’Opera per il riscatto delle morette, organizzazione con lo scopo di sottrarre le ragazze africane alla schiavitù nella quale si ritrovavano dopo essere state portate in Italia e in difesa dei diritti e uguaglianza di tutti gli uomini. Morì a 65 anni presso la Piccola casa della Divina Provvidenza, il Cottolengo, a Torino.
Sepolto a Barni accanto alla Chiesa dei S.S Apostoli Pietro e Paolo, e ricordato a Milano con una lapide nell'oratorio di San Simpliciano, è tutt'oggi venerato ed è in corso la causa per la sua proclamazione a servo di Dio.